# سیارک ۴۹۶۲
سیارک ۴۹۶۲ (به انگلیسی: 4962 Vecherka، نامگذاری:1973TP) چهار هزار و نهصد و شصت و دومین سیارک کشف شده‌است که در ۱ اکتبر ۱۹۷۳ کشف شد.
قدر مطلق سیارک برابر ۱۲٫۳۰ است.